# Polypoetes obtusa
Polypoetes obtusa är en fjärilsart som beskrevs av Walker 1856. Polypoetes obtusa ingår i släktet Polypoetes och familjen tandspinnare. Inga underarter finns listade i Catalogue of Life.